# Helmut Tietje
Helmut Tietje (* 20. Mai 1926 in Rotenburg (Wümme); † 7. Juni 1975 in Walsrode) war ein deutscher Politiker (CDU) und Mitglied des Niedersächsischen Landtages.

## Leben
Nach der Volksschule besuchte Helmut Tietje die Mittelschule. Später bildete er sich an der Volkshochschule und im Seminar der Stader Industrie- und Handelskammer und in der Niedersächsischen Gemeindeverwaltungsschule fort. Er bestand die betriebswirtschaftlich ausgerichtete Zweite Verwaltungsprüfung mit gutem Ergebnis und wurde in Rotenburg bei den regionalen Versorgungs- und Verkehrsbetrieben Leiter des Rechnungswesens. Er wurde Mitglied im Gewerkschaftsrat der Deutschen Angestellten-Gewerkschaft (DAG), Mitglied im Vorstand des Hamburger Bildungswerkes der DAG, und er übernahm den Bundesvorsitz der DAG-Fachgruppe Energiewirtschaft.
Tietje beantragte am 21. Januar 1944 die Aufnahme in die NSDAP und wurde zum 20. April desselben Jahres aufgenommen (Mitgliedsnummer 9.812.252). Vor dem Entnazifizierungsausschuss erklärte er 1946 wahrheitswidrig, er sei mit der Vollendung des 18. Lebensjahres automatisch in die Partei übernommen worden.
In Stade war er Vorsitzender des CDU-Bezirkes, im Landkreis Rotenburg (Wümme) wurde er im Jahre 1968 Landrat und er übernahm den Vorsitz der CDU-Fraktion im dortigen Kreistag.
Vom 6. Juni 1967 bis 7. Juni 1975 war er Mitglied des Niedersächsischen Landtages (6. bis 8. Wahlperiode). Er leitete den Unterausschuss Fremdenverkehr des Ausschusses für Wirtschaft und Verkehr als Vorsitzender vom 18. Dezember 1974 bis 7. Juni 1975.